# Nuôi con bằng sữa mẹ và HIV
Nuôi con bằng sữa mẹ cho những bà mẹ nhiễn HIV là cách thực hành cho con bú của những bà mẹ nhiễm HIV và bao gồm cả những người có thể muốn hoặc hiện đang cho con bú. HIV có thể lây truyền sang trẻ sơ sinh thông qua việc cho con bú. Nguy cơ lây truyền thay đổi và phụ thuộc vào tải lượng virus trong sữa mẹ. Trẻ sơ sinh có thể bị nhiễm HIV trong suốt thời gian mang thai hoặc trong khi sinh.

## Tổng quan
Theo đề nghị của WHO với các hướng dẫn về HIV trong nuôi con bằng sữa mẹ cho rằng các bà mẹ nhiễm HIV (đặc biệt ở các nước nghèo nguồn lực) chỉ nên thực hành nuôi con bằng sữa mẹ, thay vì cho con bú kết hợp với việc bổ sung chế độ ăn uống hoặc chất lỏng. Nhiều nghiên cứu đã phát hiện lợi ích to lớn của việc nuôi con hoàn toàn bằng sữa mẹ đối với cả mẹ và con, chứng minh rằng nuôi con hoàn toàn bằng sữa mẹ trong thời gian 6 tháng làm giảm đáng kể việc truyền bệnh, mang lại cho trẻ cơ hội sống sót cao hơn trong năm đầu đời và giúp mẹ để phục hồi nhanh hơn sau những ảnh hưởng tiêu cực đến sức khỏe của việc sinh nở.
Mặc dù có những chỉ số tích cực này, các nghiên cứu khác đã xác định rằng những đứa trẻ bú bình của những bà mẹ nhiễm HIV có khả năng khoảng 19% bị nhiễm bệnh, trong khi những đứa trẻ được nuôi bằng sữa mẹ có nguy cơ nhiễm bệnh xấp xỉ 49%. Sự mâu thuẫn này gây khó khăn cho việc đưa ra một bộ hướng dẫn phù hợp cho phụ nữ nhiễm HIV ở các nước thuộc thế giới thứ ba hoặc đang phát triển, nơi các hình thức cho ăn thay thế không phải lúc nào cũng được chấp nhận, khả thi, giá cả phải chăng, bền vững và an toàn (AFASS). Do đó, sau nhiều nghiên cứu, lợi ích và/hoặc hậu quả của việc cho con bú với HIV hiện vẫn đang là một chủ đề gây tranh luận.